# Georg Sorge (Physiker)
Johannes Fritz Carl Georg Sorge (* 11. Mai 1936 in Trebitz; † 20. Dezember 2024 in Halle (Saale)) war ein deutscher Physiker, Fachbuchautor und Hochschullehrer.

## Biografie
Sorge promovierte 1969 an der Universität Halle-Wittenberg zum Thema „Mechanische Eigenschaften von Strontiumtitanat unterhalb von 110 °K“. 1975 schloss er seine Promotion B zum Thema „Elastische, elektromechanische und dielektrische Untersuchungen in der Umgebung struktureller Phasenübergänge“ ab. Von 1979 bis 1993 war er Professor im Fachbereich Physik an der Universität Halle-Wittenberg.
Er starb 88-jährig und wurde auf dem Laurentiusfriedhof in Halle begraben.

## Forschungsschwerpunkte
Sorge forschte im Bereich der Festkörperphysik, insbesondere im Bereich der ferroelektrischen Materialien. Hier untersuchte er unter anderem deren elastische, elektromechanische und dielektrische Eigenschaften in Abhängigkeit von verschiedenen äußeren Parametern. Dabei setzte er auch Ultraschall als Werkzeug ein und korrelierte die Ergebnisse mit verschiedenen theoretischen Modellen für Ferromagnetismus in Festkörpern wie dem Ising-Modell und dem Heisenberg-Modell.

## Publikationen (Auswahl)

### Bücher
- Georg Sorge, Peter Hauptmann: Ultraschall in Wissenschaft und Technik (= Deutsch-Taschenbücher. Nr. 46). Deutsch, Thun Frankfurt/Main 1985, ISBN 978-3-87144-819-5., erschien ursprünglich auch 1985 bei Teubner, Leipzig, in der DDR-Reihe Kleine Naturwissenschaftliche Bibliothek
- Georg Sorge: Faszination Ultraschall (= Einblicke in die Wissenschaft). 1.  Auflage. Teubner, Stuttgart Leipzig Wiesbaden 2002, ISBN 978-3-519-00415-8., von Springer Vieweg Wiesbaden 2013 neuaufgelegt als Softcover und E-Book.

### Artikel
- Georg Sorge, Abilio Almeida, Horst Beige, Lev Alexandrovich Shuvalov: Study of the influence of mechanical stress on the phase transition in KH 3 (SeO 3 ) 2 and KD 3 (SeO 3 ) 2. In: Ferroelectrics. Band 26, Nr. 1, Januar 1980, ISSN 0015-0193, S. 657–660, doi:10.1080/00150198008008142.
- Georg Sorge, Jurgen Janich, Lev A. Shuvalov: On the existence of interphase between the α and β-phase of NaH 3 (SeO 3 ) 2 (STHS) crystals. In: Ferroelectrics Letters Section. Band 3, Nr. 1, Juli 1984, ISSN 0731-5171, S. 15–22, doi:10.1080/07315178408202443.
- Georg Sorge, Volkmar Muller, L. A. Shuvalov: Elastic, electromechanical and dielectric properties of CsH 2 PO 4. In: Ferroelectrics. Band 108, Nr. 1, August 1990, ISSN 0015-0193, S. 289–294, doi:10.1080/00150199008018772.
- Günter Schmidt, Georg Sorge (Hrsg.): Proceedings of the 20th Spring Conference on Ferroelectricity. Martin-Luther-Universität, Halle (Saale) 1992, DNB 930798856.
- G. Sorge, T. Hauke, M. Klee: Electromechanical properties of thin ferroelectric Pb(Zr 0.53 Ti 0.47 )o 3 -layers. In: Ferroelectrics. Band 163, Nr. 1, Januar 1995, ISSN 0015-0193, S. 77–88, doi:10.1080/00150199508208266.